# یواس‌اس کولباگ (دی‌یی-۲۱۷)
یواس‌اس کولباگ (دی‌یی-۲۱۷) (به انگلیسی: USS Coolbaugh (DE-217)) یک کشتی بود که طول آن ۳۰۶ فوت (۹۳ متر) بود. این کشتی در سال ۱۹۴۳ ساخته شد.